# Riddare med stora korset av Svärdsorden
1788, under det Ryska kriget, instiftade Gustav III en utmärkelse, Riddare med stora korset av Svärdsorden. Den kan endast utdelas i krigstid, och då till högre officerare vilkas dåd betydligt inverkat på krigets förlopp. Den tillkommer inte ens kungen förrän svensk krigshär under hans befäl segrat, antingen genom drabbning eller genom erövringar. Utmärkelsen delades 1814 i två klasser och ingår i de utmärkelser som benämns såsom Svenska krigsdekorationer; 
- Riddare med stora korset av 1. klass (RmstkSO1kl)
- Riddare med stora korset (RmstkSO)

Dess första klass erhåller endast den, vilken som divisionsgeneral kommenderat mot fienden eller haft andra uppgifter jämförbara med en divisionsgenerals befäl. Till andra klassen utnämns de, som har regementsofficers rang och åtminstone som bataljonschefer kommenderat mot fienden eller utfört jämförliga uppdrag, varjämte båda klasserna är tillgängliga för allierade truppers officerare.
Senast denna utmärkelse tilldelades var 1942 då friherre Gustaf Mannerheim tilldelades utmärkelsen av första klass.

## Historia
Den 23 juni 1788, under pågående krig mot Ryssland, införde Gustav III en förändring inom Svärdsorden i och med införandet av riddarvärdigheten med Svärdsordens stora kors . Riddare av Svärdsordens stora kors bar ordenstecknet i band om halsen. Blev de kommendörer av Svärdsorden bar de ett upprättstående svärd på vänstra bröstet. Blev de serafimerriddare bar de också ett upprättstående svärd placerad direkt under serafimerkraschanen. Blev de kommendörer med stora korset av Svärdsorden så bar de två korslagda svärd fästade i kraschanens nedersta spetsar.
Den 9 juli 1814 skedde en förändring av statuterna då Karl XIII delade riddarvärdigheten i två klasser. Kravet för att kunna erhålla någon av värdigheterna var att man först erhållit Svärdsordens riddarvärdighet. För att erhålla första klassen krävdes vidare att man innehade generalmajors grad samt att man som fördelningsgeneral eller motsvarande kommenderat mot fienden i en öppen batalj eller belägring. För att erhålla andra klassen krävdes att man innehade regementsofficers grad och agerat mot fienden som lägst bataljonschef eller motsvarande. 
Förändringen kom att gälla retroaktivt för de tidigare mottagarna av värdigheten som fortfarande var vid liv vid tidpunkten för förändringen.
Riddare av första klassen (RmstkSO1kl), bar ett upprättstående svärd på vänstra bröstet. Riddare av andra klassen (RmstkSO2kl), bar Svärdsordens riddartecken i ett band om halsen. Om man var eller blev kommendör med stora korset eller kommendör av första klass, bar man även två korslagda svärd som var fäst vid kraschanens nedre spetsar. Blev en riddare av andra klass uppflyttad till första klass så fick man behålla riddartecknet kring halsen.
I samband med Oskar I:s tronbestigning 1844 ändrades statuterna så att riddare av första klassen bar riddartecknet kring halsen och det upprättstående svärdet på bröstet och riddare av andra klassen riddartecknet kring halsen och de korslagda svärden på bröstet.
År 1952 ändrades benämningen riddare med stora korset av Svärdsorden av andra klass (RmstkSO2kl) till att heta riddare med stora korset av Svärdsorden (RmstkSO).

## Ordenstecken
| Ordenstecken | Bröstdekoration | Ordensgrad                                        | Tillkomst | Anmärkning |
| ------------ | --------------- | ------------------------------------------------- | --------- | ---------- |
|              |                 | Riddare med stora korset av 1. klass (RmstkSO1kl) | 1788      |            |
|              |                 | Riddare med stora korset (RmstkSO)                | 1814      |            |

## Statuter
Ur stadgar för Kungliga Serafimer-orden, Kungliga Svärds-, och Nordstjärne-ordnarna samt för Kungliga Vasaorden givna Stockholms slott i ordenskapitel den 24 november 1902 med därefter vidtagna förändringar:
| ” | 55 § Riddarvärdighet med Svärdsordens stora kors må til svensk man utdelas, endast då riket är i krig eller med anledning av under kriget utförda bedrifter. Den skall utgöra ett hedrande bevis av det mannamod, som svenska stridsmän ådagalagt för deras fädernesland. Svensk konung må aldrig antaga och bära denna värdighets första klass, förrän krigshär eller flotta under Dess regering eller befäl segrat antingen i drabbning eller genom erövringar. 56 § Skall riddare med Svärdsordens stora kors dubbas, sker detta av Konungen själv, eller i Dess frånvaro av någon prins av det kungliga huset, eller av den tillstädesvarande högste befälhavaren, då han därtill av Konungen undfår nådigt förordnande, helst under bar himmel och framför fronten 57 § Ej må svensk man utnämnas till denna värdighet, som icke förut är riddare av Svärdsorden; ej heller erhålla första klassen utan att förut innehaft den andra. Konungen dock obetaget att för lysande bedrifter giva bägge klasserna på en gång. 58 § Till första klassen må ingen utnämnas, om icke har minst generalmajors värdighet, och ingen skall erhålla denna klass, som ej med heder kommenderat mot fienden antingen i drabbning eller belägring m. m. i befattning minst av fördelningsgeneral eller blivit nyttjad mot fienden i en egenskap, som kan jämföras med fördelningsgenerals eller konteramirals befäl. Till andra klassen må ingen utnämnas, som ej äger regementsofficers värdighet och har kommenderat mot fienden i egenskap av bataljonschef eller varit nyttjad mot fienden i därmed jämförlig befattning. 59 § Denna värdighets andra klass må även tilldelas såväl svenska furstar, som bevista kriget utan att föra befäl, som ock högre officerare vid staberna, då de särdeles utmärka sig mot fienden. 60 § Riddarvärdighet med Svärdsordens stora kors kan jämväl tilldelas utländska fältherrar och befälhavare, som på synnerligen framstående sätt utmärkt sig under krig. 61 § Riddare med Svärdsordens stora kors, första klass, bära på vänstra sidan av bröstet ett större upprätt stående svärd av silver; riddare med Svärdsordens stora kors, första klass, bära på vänstra sidan av bröstet tvenne mindre i kors lagda svärd av silver. Av båda klasserna bäres i ovannämnda kommendörsband om halsen en stjärna lik den ovan omförmälda riddarstjärnan av första klassen, dock något större än den. | „ |

## Under Gustav III:s ryska krig
| Bild | Namn                             | Land    | Utnämnd           | Klass     | Strid                           | Konflikt                | Anmärkning     |
| ---- | -------------------------------- | ------- | ----------------- | --------- | ------------------------------- | ----------------------- | -------------- |
|      | Hertig Karl av Södermanland      | Sverige | 27 juli 1788      | 1:a klass | Slaget vid Hogland 1788         | Gustav III:s ryska krig |                |
|      | Anton Johan Wrangel              | Sverige | 27 juli 1788      |           | Slaget vid Hogland 1788         | Gustav III:s ryska krig |                |
|      | Otto Henrik Nordenskiöld         | Sverige | 27 juli 1788      | 1:a klass | Slaget vid Hogland 1788         | Gustav III:s ryska krig |                |
|      | Carl Vilhelm Modée               | Sverige | 27 juli 1788      |           | Slaget vid Hogland 1788         | Gustav III:s ryska krig |                |
|      | Eric af Klint                    | Sverige | 27 juli 1788      |           | Slaget vid Hogland 1788         | Gustav III:s ryska krig |                |
|      | Carl Wilhelm Kuylenstierna       | Sverige | 27 juli 1788      |           | Slaget vid Hogland 1788         | Gustav III:s ryska krig |                |
|      | Fredrik Linderstedt              | Sverige | 27 juli 1788      |           | Slaget vid Hogland 1788         | Gustav III:s ryska krig |                |
|      | Curt von Stedingk                | Sverige | 16 juni 1789      | 1:a klass | Slaget vid Porrassalmi 1789     | Gustav III:s ryska krig |                |
|      | Salomon von Rajalin              | Sverige | 28 augusti 1789   | 1:a klass | Anfallet vid Porkala 1789       | Gustav III:s ryska krig |                |
|      | Philip von Platen                | Sverige | 2 september 1789. |           | Reträtten från Högfors 1789     | Gustav III:s ryska krig |                |
|      | Curt Philip Carl von Schwerin    | Sverige | 2 september 1789. | 1:a klass | Reträtten från Högfors 1789     | Gustav III:s ryska krig |                |
|      | Gustaf Wachtmeister              | Sverige | 2 september 1789. | 1:a klass | Reträtten från Högfors 1789     | Gustav III:s ryska krig |                |
|      | Gustav III                       | Sverige | 2 maj 1790.       |           | Slaget vid Valkeala 1790        | Gustav III:s ryska krig |                |
|      | George Christian de Frese        | Sverige | 18 maj 1790.      |           | Slaget vid Fredrikshamn 1790    | Gustav III:s ryska krig |                |
|      | Gustaf Mauritz Armfelt           | Sverige | 9 juni 1790       |           | Slaget vid Savitaipal 1790      | Gustav III:s ryska krig |                |
|      | Johan August Meijerfeldt         | Sverige | 5 juli 1790       |           |                                 | Gustav III:s ryska krig |                |
|      | Carl Olof Cronstedt              | Sverige | 22 juli 1790.     |           | Slaget vid Svensksund 1790      | Gustav III:s ryska krig | Fråntagen 1811 |
|      | Wilhelm Maurits Pauli            | Sverige | 29 juli 1790      |           | Slaget vid Keltis baracker 1790 | Gustav III:s ryska krig |                |
|      | Måns von Rosenstein              | Sverige | 21 augusti 1790.  |           | Slaget vid Svensksund 1789      | Gustav III:s ryska krig |                |
|      | Carl Gustaf Ehrnrooth            | Sverige | 21 augusti 1790   | 1:a klass | Sommarfälttåget 1790            | Gustav III:s ryska krig |                |
|      | Johan af Puke                    | Sverige | 21 augusti 1790.  | 1:a klass | 1790 års sjötåg                 | Gustav III:s ryska krig |                |
|      | Eric Ludvig Armfelt              | Sverige | 21 augusti 1790   |           |                                 | Gustav III:s ryska krig |                |
|      | Georg Henrik Jägerhorn           | Sverige | 21 augusti 1790   | 1:a klass | Slaget vid Porrassalmi 1789     | Gustav III:s ryska krig |                |
|      | Berndt Fredric Johan Stackelberg | Sverige | 21 augusti 1790.  |           |                                 | Gustav III:s ryska krig |                |
|      | Victor von Stedingk              | Sverige | 9 juli 1817.      | 1:a klass |                                 | Gustav III:s ryska krig |                |

## Under Svensk-franska kriget 1805–1810
| Bild | Namn                            | Land    | Utnämnd       | Klass     | Strid                        | Konflikt                        | Anmärkning |
| ---- | ------------------------------- | ------- | ------------- | --------- | ---------------------------- | ------------------------------- | ---------- |
|      | Eberhard von Vegesack           | Sverige | 4 april 1807. | 1:a klass | Utfallet från Stralsund 1807 | Svensk-franska kriget 1805–1810 |            |
|      | Johan Henrik Tawast             | Sverige | 7 april 1807. | 1:a klass |                              | Svensk-franska kriget 1805–1810 |            |
|      | Hans Henric von Essen           | Sverige | 14 maj 1807.  | 1:a klass |                              | Svensk-franska kriget 1805–1810 |            |
|      | Fredric Roland von Stockenström | Sverige | 22 juli 1807. |           |                              | Svensk-franska kriget 1805–1810 |            |
|      | Carl Henric Posse               | Sverige | 22 juli 1807. | 1:a klass |                              | Svensk-franska kriget 1805–1810 |            |

## Under Dansk-svenska kriget 1808–1809
| Bild | Namn                   | Land    | Utnämnd       | Klass     | Strid                | Konflikt                       | Anmärkning |
| ---- | ---------------------- | ------- | ------------- | --------- | -------------------- | ------------------------------ | ---------- |
|      | Gustaf Olof Lagerbring | Sverige | 28 april 1808 | 1:a klass |                      | Dansk-svenska kriget 1808–1809 |            |
|      | Carl Alexander Hård    | Sverige | 6 maj 1808    | 2:a klass | Slaget vid Lier 1808 | Dansk-svenska kriget 1808–1809 |            |

## Under Finska kriget
| Bild | Namn                            | Land           | Utnämnd            | Klass     | Strid                                                    | Konflikt      | Anmärkning |
| ---- | ------------------------------- | -------------- | ------------------ | --------- | -------------------------------------------------------- | ------------- | ---------- |
|      | Hans Henrik Gripenberg          | Sverige        | 28 april 1808      |           | Slaget vid Siikajoki                                     | Finska kriget |            |
|      | Carl Johan Adlercreutz          | Sverige        | 28 april 1808.     | 1:a klass | Slaget vid Siikajoki                                     | Finska kriget |            |
|      | Johan Adam Cronstedt            | Sverige        | 16 maj 1808.       | 1:a klass | Slaget vid Revolax                                       | Finska kriget |            |
|      | Johan August Sandels            | Sverige        | 16 maj 1808.       | 1:a klass | Slaget vid Pulkkila                                      | Finska kriget |            |
|      | Georg Carl von Döbeln           | Sverige        | 30 juli 1808.      | 1:a klass | Slaget vid Lappo                                         | Finska kriget |            |
|      | August Fredrik Palmfelt         | Sverige        | 20 augusti 1808.   |           | Slaget vid Alavo                                         | Finska kriget |            |
|      | Maurits Peter von Krusenstierna | Sverige        | 20 augusti 1808.   |           | Anfallet i Jungfrusund                                   | Finska kriget |            |
|      | Johan Ludvig Brant              | Sverige        | 16 september 1808. |           | Skärgårdsslaget vid Grönvikssund                         | Finska kriget |            |
|      | Sir Samuel Hood, 1:e baronet    | Storbritannien | 15 oktober 1808.   | 1:a klass |                                                          | Finska kriget |            |
|      | Thomas Byam Martin              | Storbritannien | 15 oktober 1808.   | 2:a klass |                                                          | Finska kriget |            |
|      | William Henry Webley            | Storbritannien | 15 oktober 1808.   | 2:a klass |                                                          | Finska kriget |            |
|      | Odert Reinhold von Essen        | Sverige        | 24 oktober 1808.   | 2:a klass | Slaget vid Salmis Slaget vid Oravais                     | Finska kriget |            |
|      | Nils Cedergren                  | Sverige        | 24 oktober 1808.   | 2:a klass |                                                          | Finska kriget |            |
|      | Carl von Otter                  | Sverige        | 24 oktober 1808.   |           |                                                          | Finska kriget |            |
|      | Enoch Furuhjelm                 | Sverige        | 24 oktober 1808.   | 2:a klass |                                                          | Finska kriget |            |
|      | Johan Fredrik Eek               | Sverige        | 24 oktober 1808.   | 2:a klass | Slaget vid Kauhajoki Slaget vid Lappfjärd                | Finska kriget |            |
|      | Robert Carl Charpentier         | Sverige        | 24 oktober 1808.   | 2:a klass | Slaget vid Ruona                                         | Finska kriget |            |
|      | Fredric Uggla                   | Sverige        | 24 oktober 1808.   | 2:a klass |                                                          | Finska kriget |            |
|      | Gustaf Adolf Ehrnrooth          | Sverige        | 24 oktober 1808.   | 2:a klass | Slaget vid Oravais                                       | Finska kriget |            |
|      | Pehr Brändström                 | Sverige        | 3 juli 1809        | 2:a klass | Slaget vid Oravais                                       | Finska kriget |            |
|      | Gustaf Aminoff                  | Sverige        | 3 juli 1809.       | 2:a klass | Slaget vid Revolax Slaget vid Lappo                      | Finska kriget |            |
|      | Karl Leonhard Lode              | Sverige        | 3 juli 1809.       | 2:a klass | Slaget vid Alavo                                         | Finska kriget |            |
|      | Gustaf Edelstam (Fahlander)     | Sverige        | 3 juli 1809.       | 2:a klass | Slaget vid Virta bro 1808                                | Finska kriget |            |
|      | Fredrik Christian von Platen    | Sverige        | 3 juli 1809        | 2:a klass |                                                          | Finska kriget |            |
|      | Nils Gyldenstolpe               | Sverige        | 4 maj 1810.        | 2:a klass | Slaget vid Hörnefors 1809                                | Finska kriget |            |
|      | Carl Lovisin                    | Sverige        | 4 maj 1810.        | 2:a klass | Slaget vid Sävar 1809                                    | Finska kriget |            |
|      | Carl Wilhelm Malm               | Sverige        | 4 maj 1810.        | 2:a klass | Slaget vid Pelkjärvi kyrka och Slaget vid Virta bro 1808 | Finska kriget |            |
|      | Carl von Gützkow                | Sverige        | 4 maj 1810         | 2:a klass |                                                          | Finska kriget |            |
|      | Bernhard Gustav von Hennigs     | Sverige        | 4 maj 1810         | 2:a klass |                                                          | Finska kriget |            |
|      | Ernst Gustaf von Hertzen        | Sverige        | 4 maj 1810         | 2:a klass | Slaget vid Siikajoki 1808                                | Finska kriget |            |

## Under Andra napoleonkriget
| Bild | Namn                                      | Land                | Utnämnd            | Klass     | Strid                    | Konflikt                | Anmärkning |
| ---- | ----------------------------------------- | ------------------- | ------------------ | --------- | ------------------------ | ----------------------- | ---------- |
|      | Kronprins Karl Johan                      | Sverige             | 21 augusti 1810.   | 1:a klass |                          |                         |            |
|      | Bogislav Friedrich Emanuel von Tauentzien | Kungariket Preussen | 19 september 1813. | 1:a klass |                          | Sjätte koalitionskriget |            |
|      | Ferdinand von Wintzingerode               | Ryssland            | 19 september 1813. | 1:a klass |                          | Sjätte koalitionskriget |            |
|      | Ludwig von Wallmoden-Gimborn              | Österrike           | 19 september 1813. | 1:a klass |                          | Sjätte koalitionskriget |            |
|      | Friedrich Wilhelm von Bülow               | Kungariket Preussen | 22 november 1813.  | 1:a klass |                          | Sjätte koalitionskriget |            |
|      | Alexander Louis Andrault de Langeron      | Ryssland            | 6 januari 1814.    | 1:a klass | Slaget vid Leipzig 1813  | Sjätte koalitionskriget |            |
|      | Alexander I av Ryssland                   | Ryssland            | 15 januari 1814.   | 1:a klass |                          | Sjätte koalitionskriget |            |
|      | Fredrik Vilhelm III av Preussen           | Kungariket Preussen | 6 februari 1814.   | 1:a klass |                          | Sjätte koalitionskriget |            |
|      | Frans I av Österrike                      | Österrike           | 20 februari 1814.  | 1:a klass |                          | Sjätte koalitionskriget |            |
|      | Karl zu Schwarzenberg                     | Österrike           | 20 februari 1814.  | 1:a klass |                          | Sjätte koalitionskriget |            |
|      | Barclay de Tolly                          | Ryssland            | 20 februari 1814.  | 1:a klass |                          | Sjätte koalitionskriget |            |
|      | Arthur Wellesley, hertig av Wellington    | Storbritannien      | 26 februari 1814.  | 1:a klass |                          | Sjätte koalitionskriget |            |
|      | Konstantin Pavlovitj                      | Ryssland            | 24 april 1814      | 1:a klass |                          | Sjätte koalitionskriget |            |
|      | Prins Vilhelm av Preussen                 | Kungariket Preussen | 24 april 1814.     | 1:a klass |                          | Sjätte koalitionskriget |            |
|      | Anders Fredrik Skjöldebrand               | Sverige             | 9 juli 1814.       | 2:a klass |                          | Sjätte koalitionskriget |            |
|      | Gustaf Reinhold Boije af Gennäs           | Sverige             | 26 juli 1814.      | 2:a klass |                          | Sjätte koalitionskriget |            |
|      | Magnus Fredrik Ferdinand Björnstjerna     | Sverige             | 26 juli 1814.      | 2:a klass |                          | Sjätte koalitionskriget |            |
|      | Bror Cederström                           | Sverige             | 26 juli 1814.      | 2:a klass | Slaget vid Bornhöft      | Sjätte koalitionskriget |            |
|      | Olof Rudolf Cederström                    | Sverige             | 9 augusti 1814.    | 2:a klass |                          | Sjätte koalitionskriget |            |
|      | Gustaf Fredrik Mörner                     | Sverige             | 9 augusti 1814.    | 2:a klass |                          | Sjätte koalitionskriget |            |
|      | Carl Johan af Wirsén                      | Sverige             | 9 augusti 1814.    | 2:a klass |                          | Sjätte koalitionskriget |            |
|      | Carl Eric Skjöldebrand                    | Sverige             | 21 augusti 1814.   | 2:a klass | Slaget vid Kjølbergs bro | Sjätte koalitionskriget |            |
|      | Gustaf Magnus Adlercreutz                 | Sverige             | 25 augusti 1814.   | 2:a klass |                          | Sjätte koalitionskriget |            |
|      | Gustaf Löwenhielm                         | Sverige             | 21 oktober 1814.   | 2:a klass |                          | Sjätte koalitionskriget |            |
|      | Charles de Suremain                       | Sverige             | 24 oktober 1814    | 2:a klass |                          | Sjätte koalitionskriget |            |
|      | Levin August von Bennigsen                | Ryssland            | 23 oktober 1814.   | 1:a klass |                          | Sjätte koalitionskriget |            |
|      | Carl von Cardell                          | Sverige             | 16 november 1814.  | 2:a klass |                          | Sjätte koalitionskriget |            |

## Utan angivelse av krig
| Bild | Namn                         | Land      | Utnämnd          | Klass     | Strid | Konflikt                   | Anmärkning |
| ---- | ---------------------------- | --------- | ---------------- | --------- | ----- | -------------------------- | ---------- |
|      | Hertig Eugen av Leuchtenberg | Bayern    | 19 juni 1823.    | 1:a klass |       |                            |            |
|      | Napoleon III av Frankrike    | Frankrike | 26 augusti 1861. | 1:a klass |       | Utan angivelse av konflikt |            |

## Under andra världskriget
| Bild | Namn                                   | Land    | Utnämnd      | Klass     | Strid | Konflikt                   | Anmärkning |
| ---- | -------------------------------------- | ------- | ------------ | --------- | ----- | -------------------------- | ---------- |
|      | Gustaf Mannerheim, marskalk av Finland | Finland | 17 mars 1942 | 1:a klass |       | Finska fortsättningskriget |            |